# Biały Zdrój (Świdwin)
Pour l’article homonyme, voir Biały Zdrój (Drawsko).
Biały Zdrój est une localité polonaise de la gmina rurale de Sławoborze située dans le powiat de Świdwin en voïvodie de Poméranie-Occidentale. Elle se trouve à environ 13 km au nord de Świdwin et 92 km au nord-est de la capitale régionale Szczecin.

## Géographie

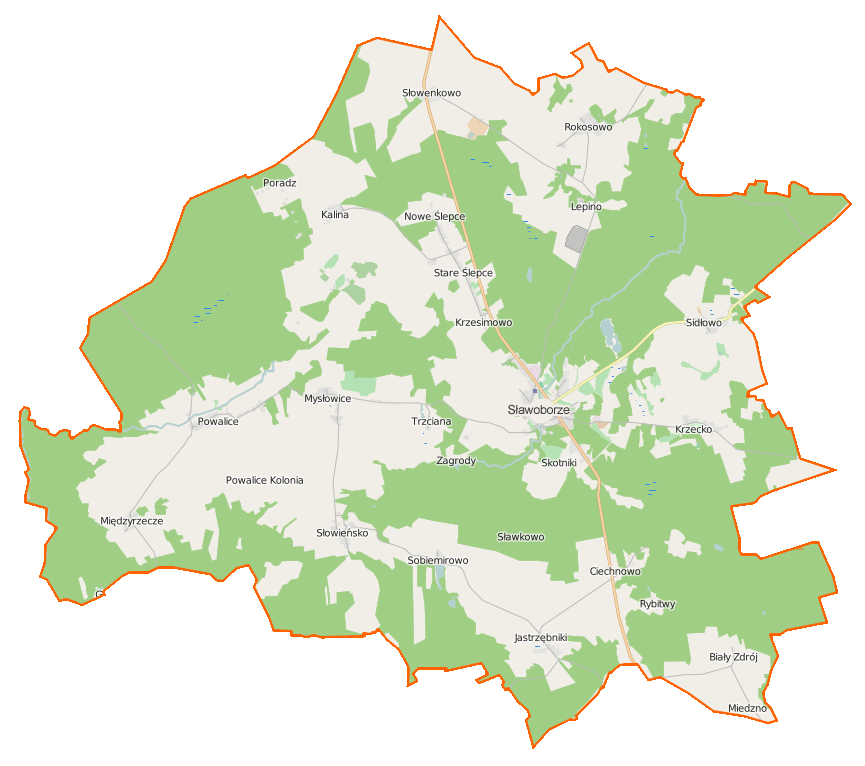
Carte de la gmina de Sławoborze.